# 見谷昌禧
見谷 昌禧（みたに まさよし、1938年1月5日 - ）は、日本の元アルペンスキー選手、スキー指導者、スキージャーナリスト、スキー技術研究家。
見谷スキースクール会長。国際スキージャーナリスト協会（AIJS）会員。

## 来歴
樺太・真岡生まれ。
戦後北海道小樽市に移る。小樽潮陵高時代、全国高等学校スキー大会の大回転で優勝する。
卒業後、早稲田大学に進み、1959年の第37回全日本スキー選手権大会アルペンスキー競技では、回転で猪谷千春に次いで2位となり、翌1960年のスコーバレーオリンピッの代表に選出される。同オリンピックでは、アルペンスキーの滑降で53位、大回転で33位となったが、回転では失格した。
1962年には、フランス・シャモニーで開催された世界選手権と、スイス・ヴィラールで開催されたユニバーシアードに出場し、世界選手権では回転で21位、大回転で28位、ユニバーシアードでは回転で3位に入賞した。
大学卒業後、東急電鉄に入社し、系列の白馬観光開発に出向。長野県の八方尾根スキー場をホームグラウンドとして、1964年インスブルックオリンピック出場を目指したが、同地で行われた代表選考会の滑降で転倒して重傷を負い、それが原因となって選手生活を引退。程なくして東急も退社し、母校早大の体育局の助手として、スキーの研究と指導に従事する。
1969年、早大の先輩で全日本スキー連盟の競技本部長・野崎彊の依頼により、1972年札幌オリンピック日本アルペンチーム強化コーチに就任。富井澄博・古川年正らを指導した。
オリンピック終了後は、プロスキーヤーとしてスキースクールを運営する傍ら、数多くのスキーの技術書・解説書を執筆。また、現場主義の立場から、オリンピックやワールドカップなどの国際大会の取材も精力的に行い、ビデオや分解写真などを用いた独自の視点からの解説にはファンも多い。技術と経験に裏打ちされたスキー理論にも定評があり、「円錐振り子のテクニック」や「骨盤縦割りのテクニック」などは広く知られている。

## 著作
- 『アルペン競技スキー』（実業之日本社） 1968
- 『スキー・スケート教室』（今野和明監修、小学館、小学館入門百科シリーズ） 1970
- 『競技スキー入門』（講談社、講談社スポーツシリーズ） 1971
- 『スキー 世界の技術 - 世界の強豪に学ぼう」 （佐々木長九郎, 谷口博志共著、講談社、講談社スポーツシリーズ） 1971
- 『パワースキー』（講談社） 1973
- 『スキーの技術』（日東書院本社） 1974
- 『驚異のスキー術 - 翔ぶように滑る秘密集』（青春出版社） 1976
- 『世界のスキー技術』（ベースボール・マガジン社） 1977
- 『みんなのスキー - 初歩からポールテクニックまで』（成美堂出版） 1978
- 『スキー技術百科』（恒文社） 1978
- 『究極のアルペンスキーテクニック』（報知新聞社） 1979
- 『新アルペン競技テクニック』（木村之与共著、スキージャーナル） 1984
- 『攻撃スキー - 技術と練習法』（成美堂出版、SPORTS LESSON SERIES） 1990
- 『スキー』（ベースボール・マガジン社、シリーズ 絵で見るスポーツ18） 1991
- 『最新スキー ワールドカップの技術』（スキージャーナル） 1993
- 『初歩からのスキー - 基本テクニックから始めるパワフルスキー』（成美堂出版） 1996
- 『勝つためのアルペン競技テクニック - これがワールドカップ・レーサーの滑りだ 分解写真1000コマを徹底分析』（スキージャーナル） 1997
- 『アルペン・カービングテクニック - カービング新時代のアルペン最速テクニック ワールドカップレーサーの技術をデジタル』（スキージャーナル） 2000

## 翻訳
- 『最も新しいフランススキーテクニック - 初歩から蛇のテクニックまで』（ジャン・ビュアルネ、近藤等共訳、実業之日本社） 1966
- 『新フランス・スキー教程 - カラー版』（フランス職業スキー教師組合編、近藤等共訳、実業之日本社） 1971